# Immersaria
Immersaria is een botanische naam voor een geslacht van korstmossen behorend tot de familie Lecideaceae. De typesoort is Immersaria athroocarpa.

## Soorten
Het geslacht bestaat volgens Index Fungorum uit de volgende vier soorten (peildatum februari 2023):
| Soortnaam              | Auteur(s)                                 | Publicatiejaar |
| ---------------------- | ----------------------------------------- | -------------- |
| Immersaria athroocarpa | (Ach.) Rambold & Pietschm.                | 1989           |
| Immersaria fuliginosa  | Fryday                                    | 2014           |
| Immersaria iranica     | Valadb., Sipman & Rambold                 | 2011           |
| Immersaria usbekica    | (Hertel) M. Barbero, Nav.-Ros. & Cl. Roux | 1990           |